# 태화교
태화교(太和橋, 영어: Taehwagyo)는 태화강을 건너 울산광역시 남구 신정동과 중구 태화동을 잇는 교량이다. 울산특별건설국이 투자하였으며 동아건설이 1963년 7월 착공하여 1966년 12월 준공했다. 1991년 4차선에서 8차선으로 길이 440m, 폭 35m로 확장되었다. 태화교의 확장 이전 부분 즉 현재 태화동에서 신정동 태화로터리 방면을 구태화교, 확장 이후인 현재 신정동에서 태화동 방면을 신태화교라고 나누어 부르기도 한다.
2009년 2월 17일부터 울산교와 함께 디자인 개선사업이 시행되어 2009년 6월 8일 준공되었다. 2022년 11월 내진보강공사가 시작되어 2024년 4월 완료될 예정이다.